# Георг-Вернер Фрац
Георг-Вернер Фрац (нім. Georg-Werner Fraatz; 30 березня 1917, Гамельн — 15 лютого 1943, Атлантичний океан) — німецький офіцер-підводник, корветтен-капітан крігсмаріне. Кавалер Німецького хреста в золоті.

## Біографія
5 квітня 1935 року вступив на флот. В серпні-жовтні 1939 року — 2-й вахтовий офіцер підводного човна U-3, на якому здійснив 3 походи, під час яких були потоплені 2 кораблі. З жовтня 1939 року по лютий 1940 року служив в училищі підводників в Нойштадті. З березня 1940 по січень 1941 року — 1-й вахтовий офіцер U-101, на якому здійснив 5 походів (разом 138 днів у морі), під час яких були потоплені 18 років. В січні-лютому 1941 року пройшов курс командира човна. З 3 квітня 1941 року — командир U-652, на якому здійснив 9 походів (разом 151 день в морі). 2 червня 1942 року U-652 був серйозно пошкоджений глибинними бомбами британського бомбардувальника «Свордфіш». Всі 46 членів екіпажу були врятовані U-81, після чого той потопив U-652 торпедою. В червні-вересні 1942 року служив у 1-й флотилії. З 30 вересня 1942 року — командир U-529. 30 січня 1943 року вийшов у свій останній похід. 15 лютого U-529 був потоплений в Північній Атлантиці південно-східніше мису Фарвель (55°45′ пн. ш. 31°09′ зх. д.) глибинними бомбами британського бомбардувальника «Ліберейтор». Всі 48 членів екіпажу загинули.
Всього за час бойових дій потопив 6 кораблів загальною водотоннажністю 14 073 тонни та пошкодив 3 кораблі загальною водотоннажністю 20 835 тонн.
| Дата            | Назва корабля                           | Тип                            | Тоннаж | Вантаж                                                                            | Екіпаж | Загинули | Країна             | Конвой |
| --------------- | --------------------------------------- | ------------------------------ | ------ | --------------------------------------------------------------------------------- | ------ | -------- | ------------------ | ------ |
| 6 серпня 1941   | ПС-70                                   | Кур'єрський човен              | 558    |                                                                                   | 57     | 45       | СРСР               |        |
| 26 серпня 1941  | HMS Southern Prince (M47) (пошкоджений) | Допоміжний мінний загороджувач | 10,917 |                                                                                   | ?      | 0        | Британська імперія |        |
| 10 вересня 1941 | Tahchee (пошкоджений)                   | Паровий танкер                 | 6,508  | Мазут і дизельне паливо                                                           | ?      | ?        | Британська імперія | SC-42  |
| 10 вересня 1941 | Baron Pentland (пошкоджений)            | Торговий пароплав              | 3,410  | 1512 стандарти деревини                                                           | 41     | 2        | Британська імперія | SC-42  |
| 9 грудня 1941   | Saint Denis                             | Торговий пароплав              | 1,595  | Генеральні вантажі, включаючи залізний брухт, еспарто, вино і продукти харчування | ?      | 3        | Франція            |        |
| 19 грудня 1941  | Варлаам Аванесов                        | Тепловий танкер                | 6,557  |                                                                                   | ?      | 1        | СРСР               |        |
| 20 березня 1942 | HMS Heythrop (L85)                      | Есмінець                       | 1,050  |                                                                                   | 156    | 16       | Британська імперія |        |
| 26 березня 1942 | HMS Jaguar (F34)                        | Есмінець                       | 1,690  |                                                                                   | 246    | 193      | Британська імперія |        |
| 26 березня 1942 | Slavol                                  | Танкер-заправник               | 2,623  | Мазут                                                                             | 62     | 36       | Британська імперія |        |

## Звання
- Кандидат в офіцери (5 квітня 1935)
- Морський кадет (25 вересня 1935)
- Фенріх-цур-зее (1 липня 1936)
- Оберфенріх-цур-зее (1 січня 1938)
- Лейтенант-цур-зее (1 квітня 1938)
- Оберлейтенант-цур-зее (1 жовтня 1939)
- Капітан-лейтенант (1 вересня 1942)
- Корветтен-капітан (1 березня 1943, посмертно)

## Нагороди
- Медаль «За вислугу років у Вермахті» 4-го класу (4 роки)
- Залізний хрест 2-го і 1-го класу
- Нагрудний знак підводника
- Німецький хрест в золоті (24 липня 1944, посмертно)